# توماس جاكسون (كرة سلة)
توماس جاكسون (بالإنجليزية: Thomas Jackson)‏ مواليد 23 مايو 1980 في إيست لانسنغ، هو لاعب كرة سلة أمريكي. بدأ مسيرته الاحترافية في سنة 2002. يبلغ طوله 5 قدم 9 بوصة (1.8 م).

## المسيرة الاحترافية
لعب مع نادي أوبسالا لكرة السلة في موسم 2003–2004، ثم لعب مع نادي دن هيلدر لكرة السلة في موسم 2004–2005، ثم لعب مع نادي أوبسالا لكرة السلة من سنة 2006 إلى 2009، ثم لعب مع ميدي بايرويت في الدوري الألماني في موسم 2009–2010، ثم لعب مع نادي أوبسالا لكرة السلة من سنة 2012 إلى 2015.

## الإنجازات
- الدوري الهولندي لكرة السلة (1): 2010–11
- كأس السوبر الهولندية لكرة السلة (1): 2012

## روابط خارجية
- توماس جاكسون على موقع كرة السلة الأوروبية.كوم (الإنجليزية)
- توماس جاكسون على موقع كلية كرة السلة في سبورتس رفرنس.كوم (الإنجليزية)
- توماس جاكسون على موقع ريلجم (الإنجليزية)
- توماس جاكسون على موقع بروبوليرز (الإنجليزية)